# Susan McClary
Susan McClary (San Luis, Misuri, 2 de octubre de 1946) es una musicóloga y profesora estadounidense perteneciente a la corriente de la Nueva Musicología (musicología originada en los años 70 que se centra en los aspectos externos del acto musical como los estudios culturales, la estética y crítica musical). Gran parte de su trabajo es una crítica desde un punto feminista de la historia musical y sus características establecidas a lo largo de las épocas; además de varios estudios sobre género, sexualidad y música.

## Biografía
Nacida en San Luis (Misuri) el 2 de octubre de 1946, recibió su primera licenciatura de letras en la universidad del Sur de Illinois (1968) y posteriormente una licenciatura de Artes en la Universidad de Harvard (1971). Su doctorado publicado en 1976 se basó en la evolución y el paso del sistema modal al sistema tonal en los madrigales de Claudio Monteverdi, tema desarrollado en más profundidad posteriormente en su libro Modal Subjectivities: Self-fashioning in the Italian Madrigal [Berkeley y Los Angeles: University of California Press, 2004]. Actualmente es profesora en la Universidad de lo Ángeles, California y la Universidad de Oslo. Cabe destacar que recibió la Beca de la Fundación McArthur en 1995 además de ser una ávida pianista y clavecinista.

## Aportaciones a la musicología
En su aportación a la musicología, con su crítica musical feminista, encontramos que al contrario de la tradición musical que comprendía la música como una entidad pura y trascendental, McClary remarca la influencia de la música como un medio social que sutilmente conforma y modifica nuestros deseos, sentimientos, percepciones del cuerpo y nuestra subjetividad; estudiando así la música como un discurso y una construcción de género y significado sexual (tema tratado en su obra: Femenine endings: music, gender & sexuality, Minnesota, University of Minnesota Press 2002). 
De esta manera, Susan McClary renovó la disciplina de la musicología con la introducción de nuevas propuestas y estudios (sexualidad y género), todos ellos basados en la importancia del contexto musical (sociedad, cultura, estética, creencias...) y la conexión necesaria e interdependiente de la interpretación musical, la teoría y análisis, y la historia de la música y su cultura.

## Obras más relevantes
- "Terminal Prestige: The Case of Avant-Garde Music Composition."  Cultural Critique  12 (1989): 57-81.
- Georges Bizet: Carmen. Cambridge: Cambridge University Press (1992)
- "Constructions of Subjectivity in Schubert's Music", Queering the Pitch: The New Gay and Lesbian Musicology,     Nueva York, Ed. Bred Wood and Thomas (1994)
- Conventional Wisdom: The Content of Musical Form, Berkeley, UoC Press (2001)
- Femenine endings: music, gender & sexuality, Minnesota, University of Minnesota Press (2002)